# ハインリヒ・ツー・メクレンブルク
ハインリヒ・ツー・メクレンブルク（ドイツ語: Heinrich zu Mecklenburg, 1876年4月19日 - 1934年7月3日）は、メクレンブルク＝シュヴェリーン大公国の大公家成員。メクレンブルク公。メクレンブルク＝シュヴェリーン大公フリードリヒ・フランツ2世の八男で、オランダ女王ウィルヘルミナの王配となりオランダ王子に叙された。オランダ語名はヘンドリック・ファン・メクレンブルフ（Hendrik van Mecklenburg）。

## 生涯
1876年4月19日、フリードリヒ・フランツ2世とその3人目の妃であったシュヴァルツブルク＝ルードルシュタット侯子カール・ギュンターの長女マリーの間に第4子（末子）としてシュヴェリーンで生まれた。異母兄にフリードリヒ・フランツ3世大公がいる。
ドレスデンのギムナジウムで教育を受けた。ギリシャやイギリス領インド帝国、セイロン島などを旅行してからドイツへ戻り、プロイセン王国陸軍に入隊した。その後ポツダムの近衛猟兵連隊に少尉として配属され、しばらく軍歴を積んだ。
1900年10月16日にオランダ女王ウィルヘルミナとの婚約が成立し、1901年2月7日にハーグで結婚した。またこの前日である2月6日付で、ハインリヒはオランダ王子（Prins der Nederlanden）の称号と殿下（Koninklijke Hoogheid）の敬称を与えられた。なお、メクレンブルク家側は彼に対してオラニエ公の称号を与えるよう求めたが、これは受け容れられなかった。
1901年に海軍少将（Schout-bij-nacht）および陸軍少将（Generaal-majoor）に、1904年には海軍中将（Viceadmiraal）および陸軍中将（Luitenant-Generaal）に任じられた。またヘンドリックは枢密院（Raad van State）の顧問官でもあったが、これらの地位を政治的に使うことはなかった。
1934年7月3日、心臓発作によりハーグで薨去した。墓所はデルフトの新教会にある。

## 子女
妻のウィルヘルミナは何度か妊娠しているが、無事に生まれたのは一女だけであった。
- ユリアナ・ルイーゼ・エンマ・マリア・ウィルヘルミナ （1909年 - 2004年、オランダ女王）

また、複数の愛人がおり、そのうちヴィレミーナ・ヴェネッカーとの間に庶子をもうけている。
- ピム・ライアー

ウィルヘルミナ女王はハインリヒの死後ヴィレミーナを含む３人の元愛人たちに毎月手当を支払っていた
。歴史家のジェラルド・アルダースによれば庶子は8人いたとされる。